# Bela Palanka
Bela Palanka (en serbe cyrillique : Бела Паланка) est une ville et une municipalité de Serbie situées dans le district de Pirot. Au recensement de 2011, la ville comptait 8 112 habitants et la municipalité dont elle est le centre 12 051.

## Géographie
Bela Palanka est située sur l'autoroute serbe A4 (route européenne E80), entre Niš et Pirot. La ville est entourée par les monts de la Suva planina et des Svrljiške planine. La rivière la plus importante du secteur est la Nišava.
La municipalité est entourée par celles de Pirot, Babušnica, Gadžin Han, Niš, Knjaževac et Svrljig.

## Histoire
Dans l’Antiquité, la ville portait le nom de Remesiana.

## Localités de la municipalité de Bela Palanka

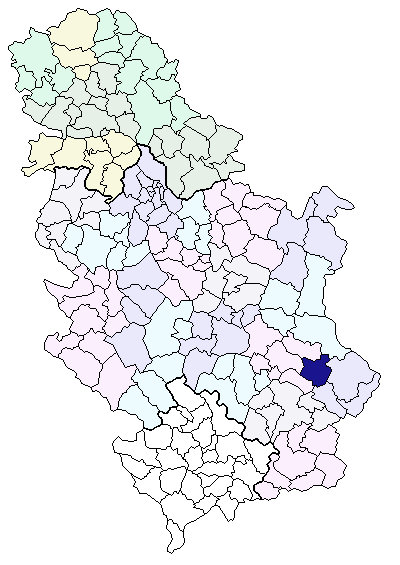
Localisation de la municipalité de Bela Palanka en Serbie

La municipalité de Bela Palanka compte 46 localités :
| - Babin Kal - Bežište - Bela Palanka - Bukurovac - Veta - Vitanovac - Vrandol - Vrgudinac - Glogovac - Gornja Glama | - Gornja Koritnica - Gornji Rinj - Gradište - Divljana - Dolac - Dolac (selo) - Donja Glama - Donja Koritnica - Donji Rinj - Draževo | - Klenje - Klisura - Kozja - Kosmovac - Kremenica - Krupac - Lanište - Leskovik - Ljubatovica - Miranovac | - Miranovačka Kula - Moklište - Mokra - Novo Selo - Oreovac - Pajež - Sinjac - Tamnjanica - Telovac - Toponica | - Crvena Reka - Crveni Breg - Crnče - Čiflik - Šljivovik - Špaj |

Bela Palanka est officiellement classée parmi les « localités urbaines » (en serbe : градско насеље et gradsko naselje) ; les autres localités sont considérées comme des « villages » (село/selo).

## Démographie

### Ville

#### Évolution historique de la population dans la ville
| 1948  | 1953  | 1961  | 1971  | 1981  | 1991  | 2002  | 2011  |
| ----- | ----- | ----- | ----- | ----- | ----- | ----- | ----- |
| 2 823 | 3 168 | 4 300 | 5 772 | 7 502 | 8 347 | 8 626 | 8 112 |

## Politique
À la suite des élections locales serbes de 2008, les 29 sièges de l'assemblée municipale de Bela Palanka se répartissaient de la manière suivante :
| Parti                        | Sièges |
| ---------------------------- | ------ |
| Parti démocratique           | 11     |
| Parti socialiste de Serbie   | 9      |
| Parti radical serbe          | 5      |
| Parti démocratique de Serbie | 2      |
| Coalition pour Bela Palanka  | 2      |

Aleksandar Živković, membre du Parti socialiste de Serbie (SPS), a été élu président (maire) de la municipalité, succédant ainsi à Aca Spasić, lui aussi membre du SPS.

## Coopération internationale
Bela Palanka a signé des accords de partenariat avec les villes suivantes :
- Koroutcha (Russie)
- Kozarska Dubica (Bosnie-Herzégovine)
- Svogué (Bulgarie)